# 서울숭덕초등학교
서울숭덕초등학교(서울崇德初等學校)는 대한민국 서울특별시 성북구에 있는 초등학교이다.

## 학교 연혁
- 1945.05.14 서울숭덕초등학교 개교
- 1946.09.01 7학급 편성
- 1949.07.20 제1회 졸업식
- 1999.07.14 본관 준공식
- 1999.10.09 제23회 서울특별시시장기 초등학교 축구대회 우승
- 2001.06.19 기본이 바로 된 어린이 모범학교 (서울시교육청 선정)
- 2002.12.31 학교경영 우수학교 표창 (서울시교육감)
- 2003.10.15 서울시교육청지정 인성교육 시범학교 제2차년도 운영보고
- 2003.12.24 과학교육 우수학교 표창 (서울시교육감)
- 2004.12.27 환경교육 우수학교 표창 (서울시교육감)
- 2006.09.13 서울특별시 ‘소방동요대회’ 금상 수상 (숭덕합창부)
- 2007.10.19 행복도서관 개관식
- 2007.11.09 119 소년단 우수학교 표창 (행정자치부장관 표창)
- 2007.12.28 흡연예방, 금연운동 우수학교 표창 (서울시교육감)
- 2008.05.20 교실 냉난방 시설 설치
- 2008.06.27 과학실 현대화 사업
- 2008.12.29 학교경영 우수학교 표창 (서울시교육감)
- 2009.03.02 영어전용교실 설치 운영
- 2010.09.30 전 교사내외 도장공사, 보건교육실 및 영양상담실, 학생상담교실 준공
- 2010.10.20 백송관(체육관) 개관 및 연구학교(학교보건) 2차 발표회
- 2010.11.30 2010 서울학생동아리한마당 우수상(교육감)
- 2010.12.31 학교체육 우수학교 표창(교육장)
- 2011.09.01 제22대 이은권 교장 부임
- 2011.11.23 친환경급식 작품공모 기관부문 우수상(성북구청장)
- 2011.12.29 문·예·체 교육활동 우수학교 표창(성북교육장)
- 2012.03.01 사교육절감형 창의경영학교 선정
- 2012.12.28 학교체육활동 우수학교 표창(서울시교육감)
- 2013.03.01 교육복지특별 지원학교 지정
- 2013.12.30 창의적체험활동 우수학교 표창(성북교육장)
- 2014.02.14 제66회 졸업식(240명, 연인원 43,482명)
- 2014.03.03 사교육절감형 창의경영학교 3년차 운영
- 2014.03.03 55학급 편성
- 2025.05.14 개교 80주년